# Choroní (paroisse civile)
Pour les articles homonymes, voir Choroni.
Choroní est l'une des huit paroisses civiles de la municipalité de Girardot, dans l'État d'Aragua au Venezuela. En 2007, la population estimée s'élève à 3 102 habitants. Sa capitale est Choroní.

## Géographie

### Accessibilité
Pour se rendre à Choroni, qui se trouve à 60 km de la capitale de l'État, Maracay, il faut suivre la route qui traverse le Parc national Henri Pittier, historiquement premier parc national du Venezuela.

### Démographie
Hormis sa capitale Choroní, située à proximité de l'océan Atlantique, la paroisse civile possède plusieurs localités qui s'égrainent sur la route L6 qui traverse le territoire du nord au sud. On trouve ainsi :
- Choroní
- El Placer
- La Esmeralda
- La Fundación
- La Soledad
- Parapara
- Payares
- Puerto Colombia
- Tremaria
- Uraca

## Histoire

### Peuplement
Le village est principalement peuplé de descendants d'esclaves, amenés du continent africain pour travailler dans les plantations de cacao de la région.

## Festivités
Le 24 juin est le jour de la San Juan Bautista, fête qui attire de nombreux touristes et où le rythme des tambores bat son plein.

## Tourisme
La plage dite playa Grande se trouve dans le village de Puerto Colombia sur la côte. De là, des pêcheurs conduisent les visiteurs vers les villages de Chuao et Cepe, seulement accessibles en bateau ou à pied, situés dans la paroisse civile voisine de Chuao de la municipalité de Santiago Mariño.

## Sources
- (es) Cet article est partiellement ou en totalité issu de l’article de Wikipédia en espagnol intitulé « Parroquia Choroní » (voir la liste des auteurs).